# Bombylius coahuilensis
Bombylius coahuilensis är en tvåvingeart som först beskrevs av Hall och Neal L. Evenhuis 1981.  Bombylius coahuilensis ingår i släktet Bombylius och familjen svävflugor.
Artens utbredningsområde är Coahuila (Mexiko). Inga underarter finns listade i Catalogue of Life.